# (9992) 1997 TG19
A (9992) 1997 TG19 egy marsközeli kisbolygó. T. Kagawa és Urata Takesi fedezte fel 1997. október 8-án.